# Hasan Batar
Hasan-Batâr (em búlgaro:  Самбатър, em russo:  Виноградное, em ucraniano:  Виноградне) é um vilarejo do distrito de Bolgrado, na região de Odessa, na atual Ucrânia.
O vilarejo está situado em uma altitude de 45 metros, na parte oriental do distrito de Bolgrado. Está a uma distância de 40 km à nordeste do centro do distrito. A rodovia que passa pelo vilarejo é a Bolgrado-Odessa. O território é atravessado pelo rio Catalpugul.

## História
O Tratado de Paz de Bucareste, foi um acordo firmado em 28 de Maio de 1812, na cidade de Bucareste, entre o Império Russo e o Império Otomano, pondo fim à Guerra Russo-Turca (1806-1812), ocupando dos turcos a Ținutului Hotin e a Basarabiei/Bugeacului, uma área de 45,630 km2, a qual era parte do território oriental da Moldávia, entre o rio Prut e o rio Dniester, nomeando em 1813 como Bessarábia, transformando-a em uma província dividida em 10 regiões: Hotin, Soroca, Bălți, Orhei, Lăpușna, Tighina, Cahul, Bolgrad, Chilia e Cetatea Albă, sendo capital o vilarejo de Chișinău.
Em 1812 começaram a estabelecer-se na Bessarábia, imigrantes búlgaros do sul do rio Danúbio. Assim, em 1821, colonos búlgaros da região de Yambol, (localizada no sudeste da Bulgária) fundaram o povoado tártaro de Hasan Batar (Hasan Batur, na Turquia). Os primeiros colonos vieram dos vilarejos de Malomir, Botevo e Rose, os três situados na cidade de Tundzha, na Bulgária.
Após o Tratado de Paris, acordo de paz após a Guerra da Crimeia, que opôs, de 1853 a 1856, o Império Russo (derrotado) contra o Império Otomano, a França, a Inglaterra e o Reino da Sardenha, a Rússia devolveu à Moldávia, uma faixa de terra no sudoeste da Bessarábia (área das regiões de Cahul, Bolgrad e Ismail). O vilarejo de Hasan Batar permaneceu dentro do Império Russo.
No período anterior a Primeira Guerra Mundial, foi intensificado o descontentamento dos pobres camponeses devido à falta de terras. 
Em Janeiro de 1918, ativistas bolcheviques assumiram o vilarejo. A intervenção militar romena resultou na supressão da rebelião bolchevique e na pacificação do vilarejo.
Após o fim da Revolução Russa, em 27 de Março de 1918, o vilarejo de Hasan Batar passou a fazer parte da Romênia, na região de Ivăneştii Noi, no distrito de Cetatea Albă. Nesta época, sua população era de maioria búlgara, e em menor parte romena, russa e cigana. O censo de 1930, determinou que havia 4185 habitantes no vilarejo, sendo 4039 búlgaros, 71 russos, 43 romenos, 20 gregos e 15 judeus. No vilarejo funcionava um hospital do governo.
No período das guerras, o vilarejo estava na área de interesse de ativistas bolcheviques da URSS. Trabalhava com uma organização clandestina a qual lutava contra os bolcheviques pela ocupação da Bessarábia pela União Soviética. As listas elaboradas pela polícia civil possuia suspeita de propaganda comunistas entre alguns moradores do vilarejo.
Como resultado do Pacto Molotov-Ribbentrop, no dia 28 de Junho de 1940, a Bessarábia, Bucovina do Norte e Ținutul Herța passaram a integrar a URSS. Após a ocupação da Bessarábia pelos soviéticos, Stalin desmembrou-a em três partes. Assim, em 2 de Agosto de 1940, foi formada a RSS da Moldávia, com as partes do sul (regiões de Cetatea Albă e Ismail) e do norte (região de Hotin) da Bessarábia e com a Bucovina do Norte e Ținutul Herța foi formada a RSS da Ucrânia. Em 7 de Agosto de 1940, foi criada a região de Ismail, constituída dos territórios da Bessarábia do Sul, se juntando à RSS da Ucrânia.
No período de 1941-1944, todos os territórios anteriores anexados à URSS tornaram-se parte da Romênia, em seguida os três territórios foram recuperados pela URSS e integrados a RSS da Ucrânia, conforme organização territorial elaborada por Stalin em 1940, onde a Bessarábia foi dividida em três partes.
Em 1947, as autoridades soviéticas mudaram o nome oficial do vilarejo para Vinogradne. E em 1954, a região de Ismail foi abolida e as localidades incluídas à região de Odessa.
Desde 1991, o vilarejo de Hasan Batar pertence ao distrito de Bolgrado, na região de Odessa, na Ucrânia Independente.
Atualmente, a cidade tem 2.144 habitantes, em sua maioria búlgaros.